# Heule
Heule é uma vila e deelgemeente belga do município de Courtrai, na província de Flandres Ocidental. Em 2006, tinha 10.220 habitantes, numa área de 11,69 km².

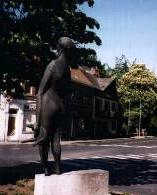
Estátua no centro de Heule

Heule, no município de Courtrai e na Bélgica.